# أوليفر بي إيكولز
أوليفر بي إيكولز (بالإنجليزية: Oliver P. Echols)‏ هو عسكري أمريكي، ولد في 4 مارس 1892 في شارلوتسفيل في الولايات المتحدة، وتوفي في 15 مايو 1954 في لوس أنجلوس في الولايات المتحدة.